# Џонатан Хајд
Џонатан Стивен Џефри Кинг (енгл. Jonathan Stephen Geoffrey King; Бризбејн, Квинсленд, 21. мај 1948), познат по имену Џонатан Хајд (енгл. Jonathan Hyde),  аустралијско енглески је филмски, позоришни и телевизијски глумац.